# Aloe niebuhriana
Aloe niebuhriana är en grästrädsväxtart som beskrevs av John Jacob Lavranos. Aloe niebuhriana ingår i släktet Aloe och familjen grästrädsväxter. Inga underarter finns listade i Catalogue of Life.

## Bildgalleri

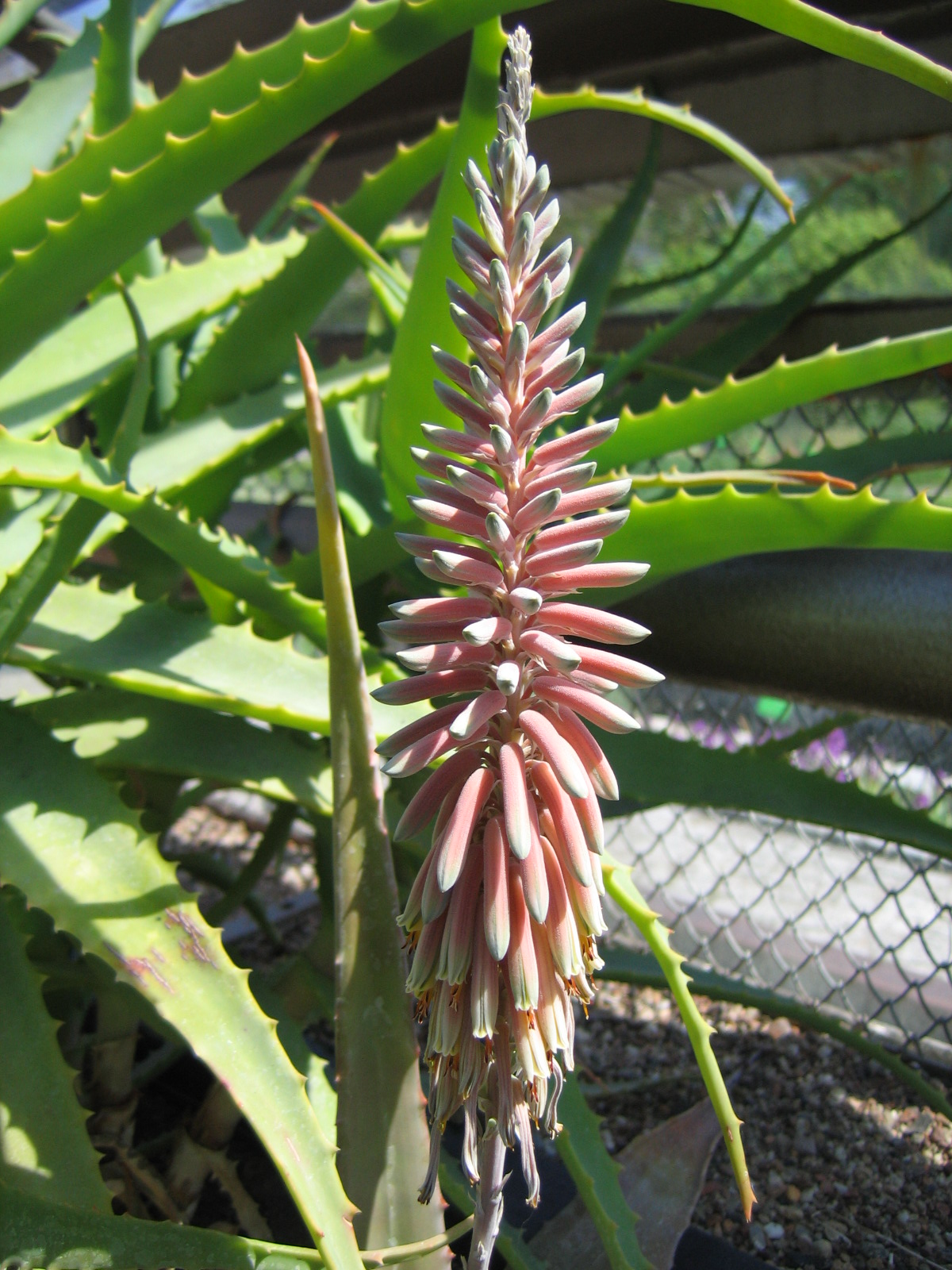